# Cerkiew Opieki Najświętszej Maryi Panny w Roztoce
Cerkiew Cerkiew Opieki Najświętszej Maryi Panny w Roztoce – drewniana cerkiew greckokatolicka, znajdująca się w Roztoce, w gminie Bircza, w powiecie przemyskim.
Cerkiew została zbudowana w 1936 r. na miejscu wcześniejszej cerkwi z 1822 r. Jest to cerkiew zbudowana na planie krzyża greckiego, z centralną kopułą na ośmiobocznym bębnie.
Cerkiew należy do grupy zabytków, licznie reprezentowanych na obszarze południowo-wschodniej Polski, których forma ukształtowała się w wyniku poszukiwań stylistycznych, mających doprowadzić do wypracowania form tzw. uniwersalnego „ukraińskiego stylu narodowego”.
Wokół cerkwi znajdują się stary cmentarz z resztkami nagrobków. Po wojnie cerkiew przemianowano w kościół rzymskokatolicki pw. św. Piotra i Pawła.

## Galeria

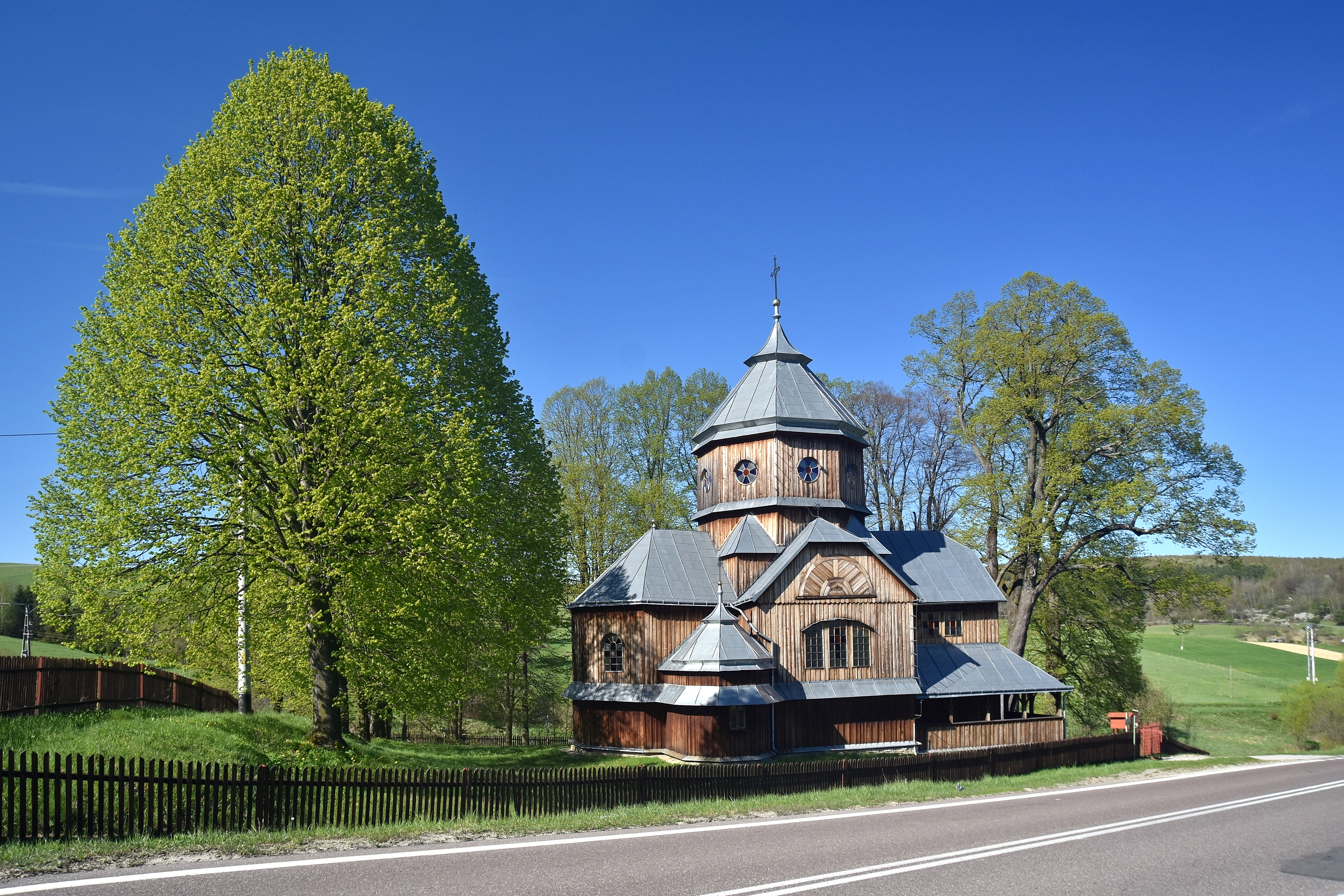
Elewacja południowa
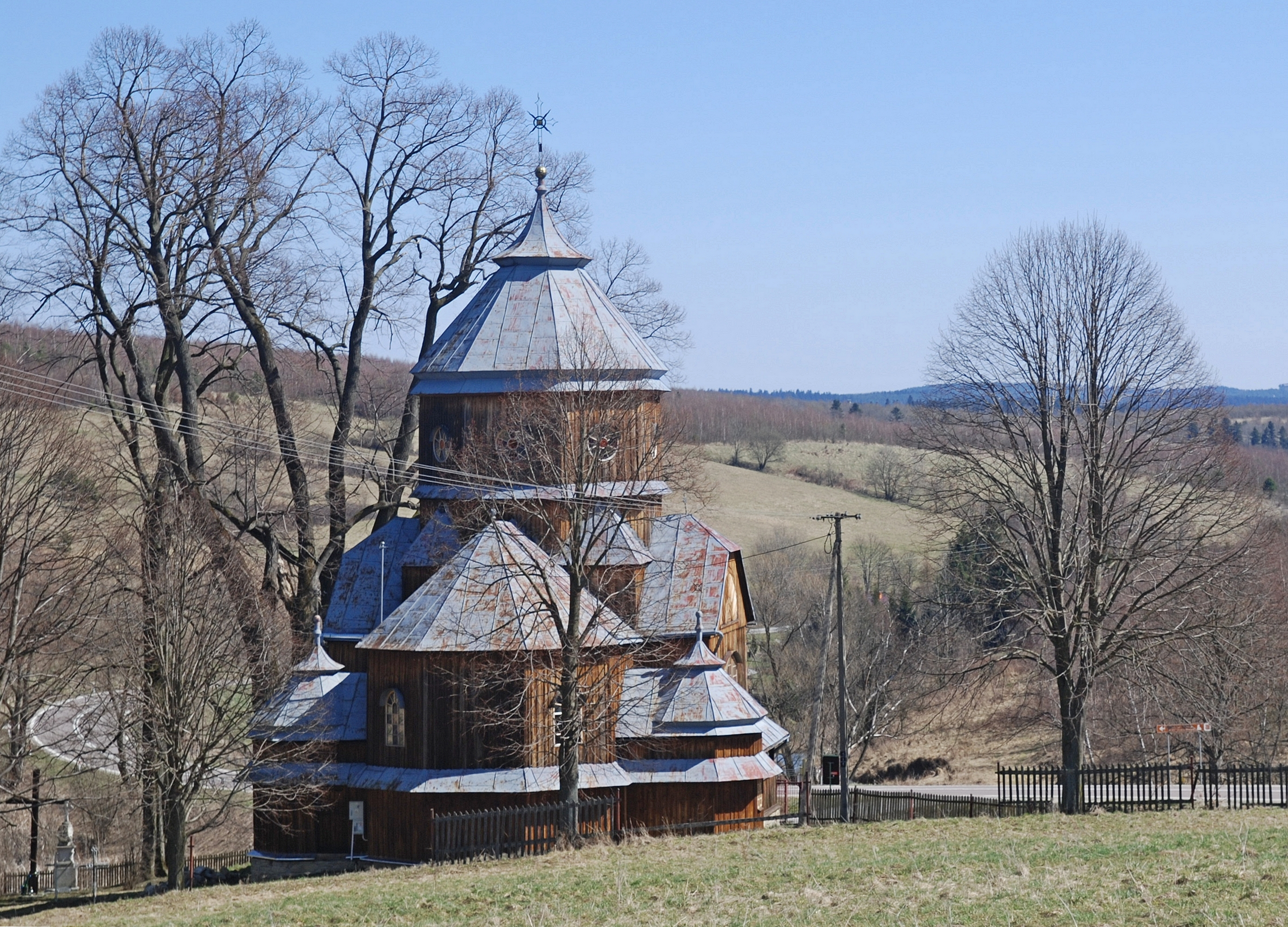
Widok od strony zachodniej
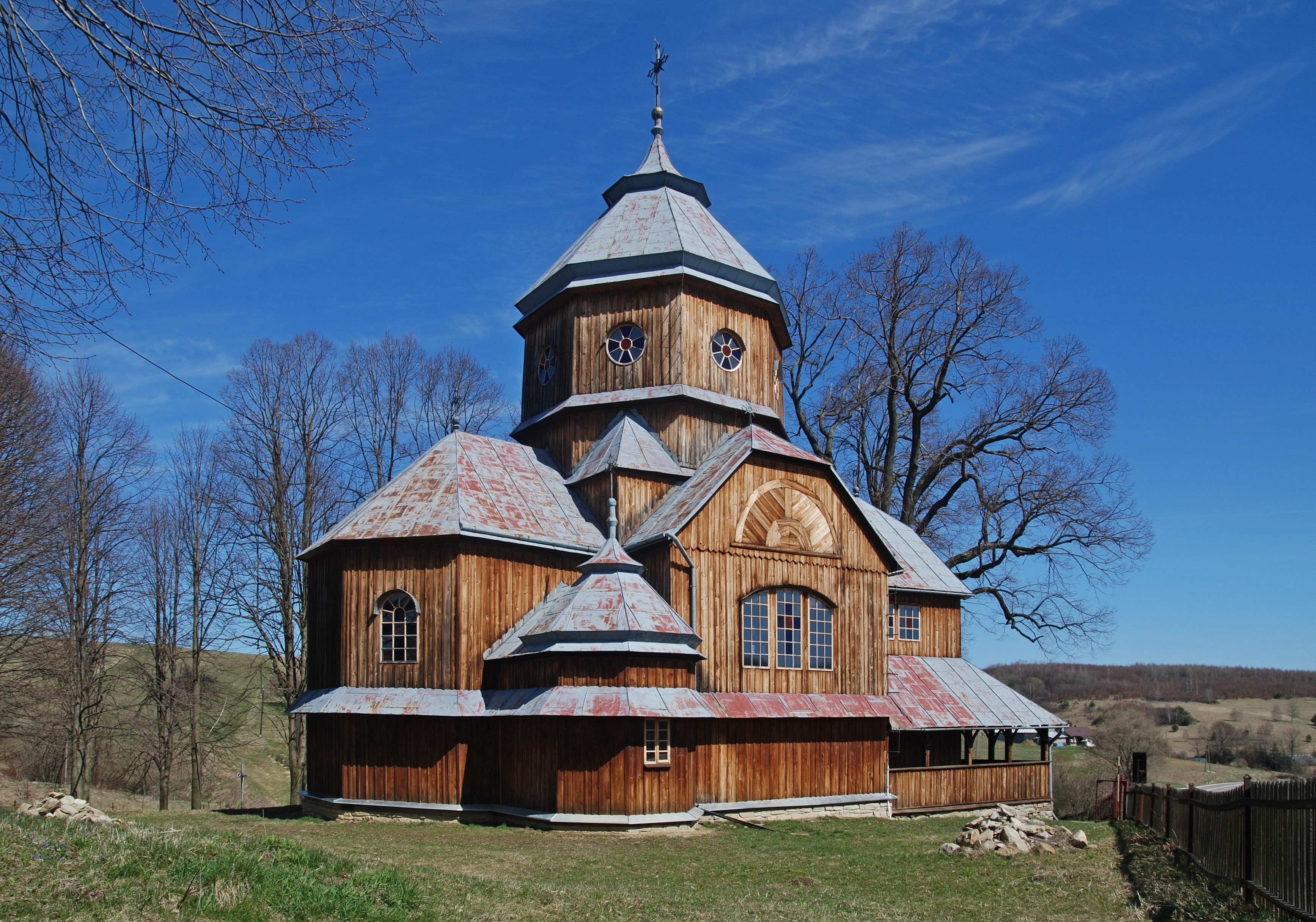
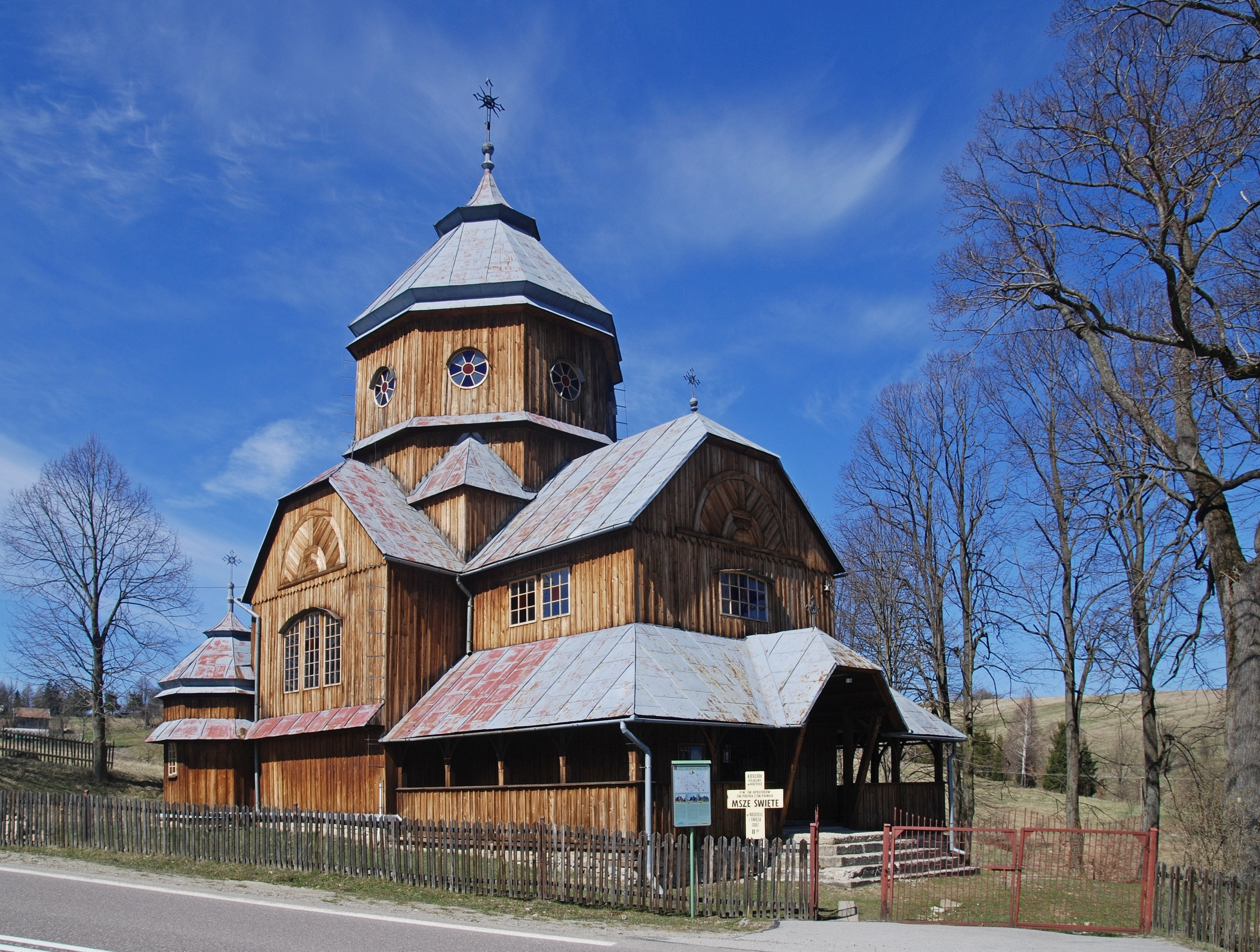
Widok od strony wschodniej
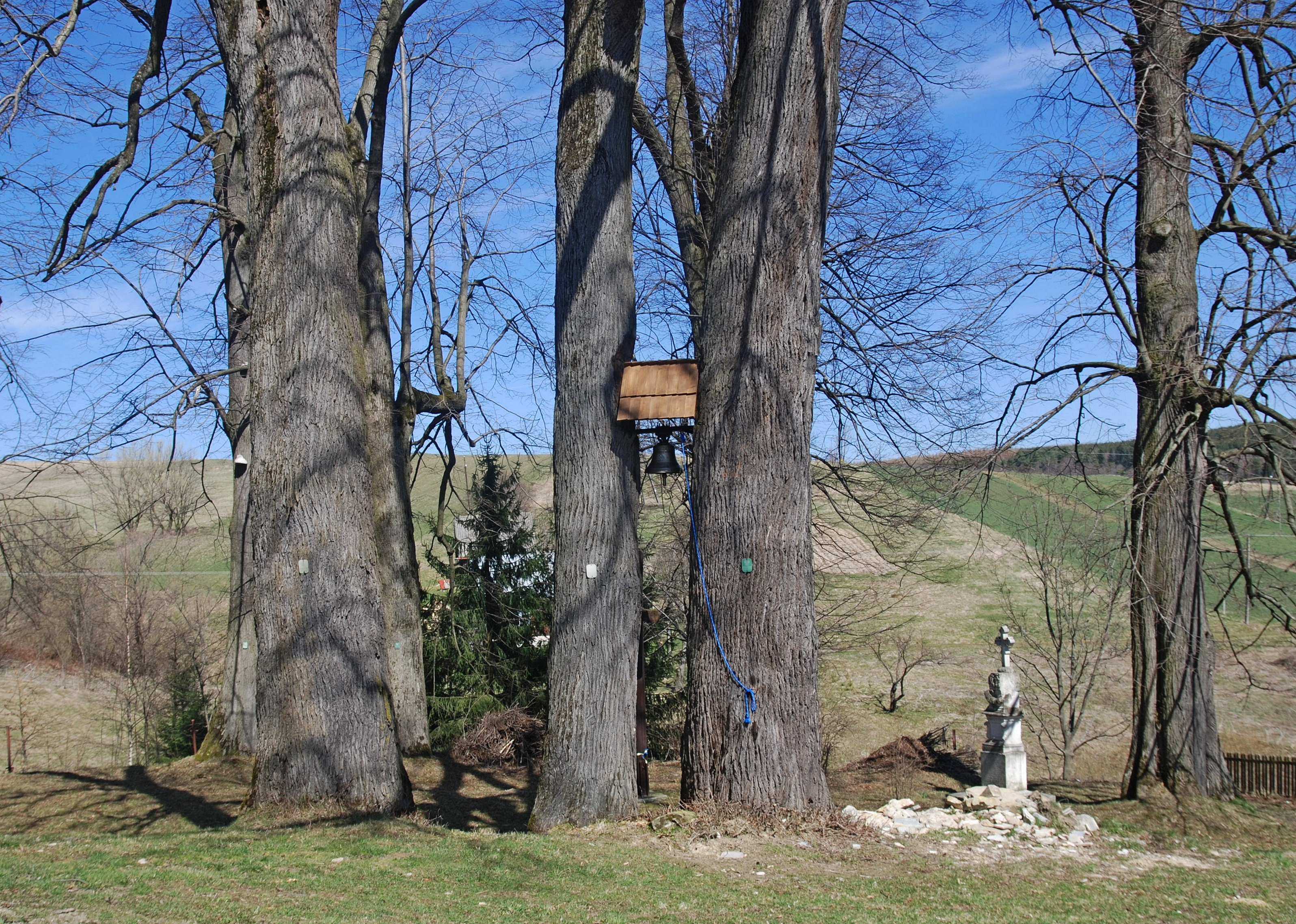
Dzwonnica
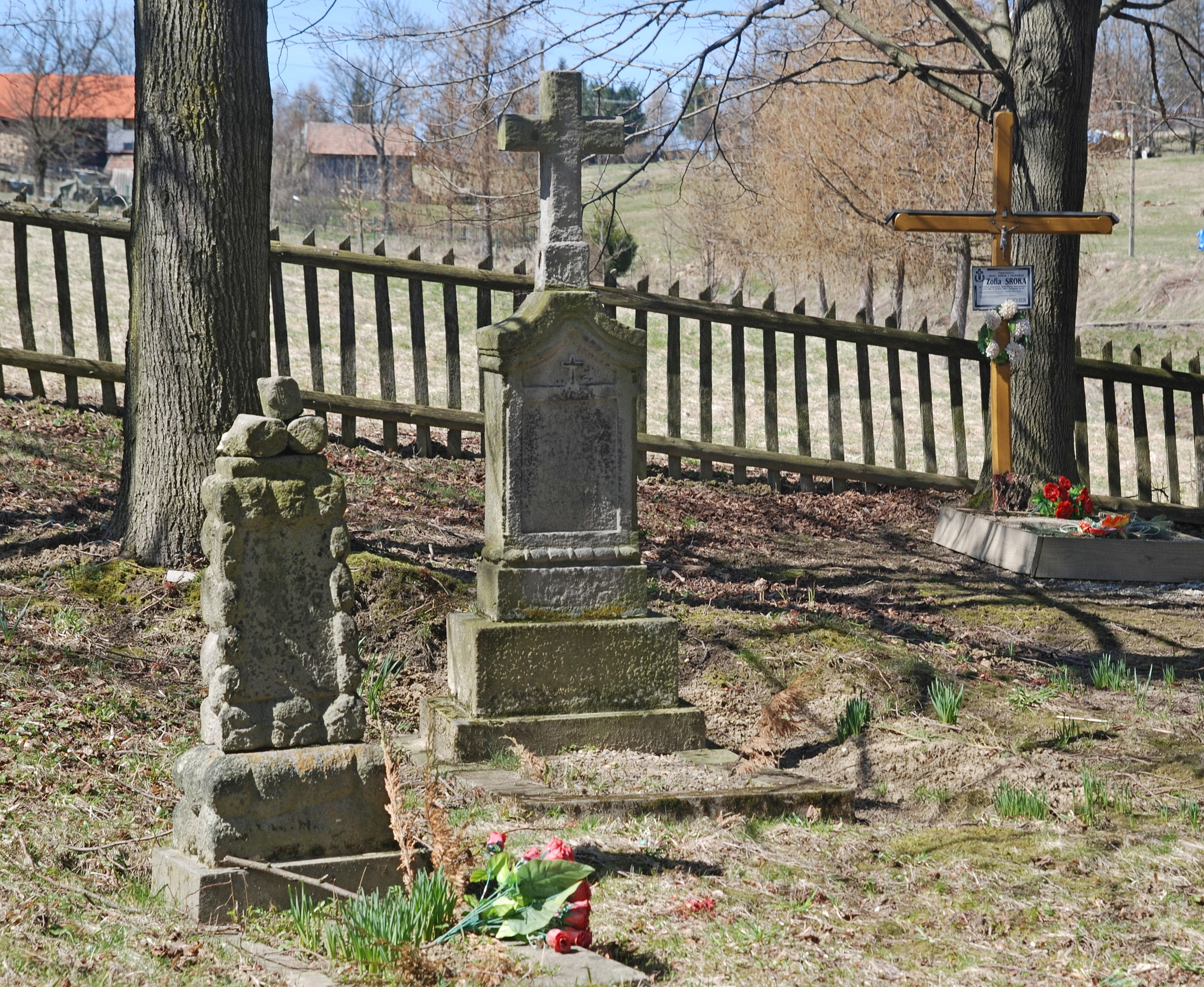
Otoczenie